# 埃氏普提魚
埃氏普提魚，為輻鰭魚綱鱸形目隆頭魚亞目隆頭魚科的其中一種。

## 分布
本魚分布於東南太平洋區，包括秘魯、厄瓜多、智利等海域。

## 深度
水深5至46公尺。

## 特徵
本魚體長型；頭大，頭部背面輪廓幾成直線。上下頜突出，前側各具 4犬齒，上頜兩側各具 1大圓犬齒。頰部與鰓蓋被鱗，側線平滑連續。吻略延長，但未形成管狀，背鰭硬棘間缺刻明顯如鋸齒狀，尾鰭末端呈截形，但上下葉鰭條略突出。稚魚體呈紅褐色，體側具3條黑色縱紋，尾鰭、背鰭邊緣及腹鰭黑色。成魚額部隆起，體呈黃色或黑色，體長可達76公分。

## 生態
本魚是一種雌性先熟的雌雄同體。棲息在礁石區，屬雜食性，以無脊椎動物與藻類等為食。

## 經濟利用
可作為觀賞魚。